# Club Deportivo Universitario San Francisco Xavier (fútbol)
El Club Deportivo Universitario San Francisco Xavier, más conocido como Universitario, es una institución deportiva de la ciudad de Sucre, la capital de Bolivia. Fue fundado el 5 de abril de 1961 por el docente en educación física J. Roberto Padilla Gonzales y Alfredo Sandi Navarro fundaron el quipo oficial de la Universidad San Francisco Xavier  (USFX). Actualmente participa en la Asociación Chuquisaqueña de Fútbol.
Disputa sus encuentros como local en el Estadio Olímpico Patria, con una capacidad de 32.700 espectadores. Los colores del club son el azul y el rojo.
Ha participado en Primera División en cuatro etapas: la primera entre 1969-1970; la segunda entre 1986-1989; la tercera y más importante entre 2006-2018; y la última en 2022.
A nivel nacional cuenta con 2 títulos de Primera División (Apertura 2008 y Clausura 2014), también obtuvo en 1 ocasión la Copa Simón Bolívar (2005). Además posee 10 títulos de la Asociación Chuquisaqueña de Fútbol. A nivel internacional ha clasificado a la Copa Libertadores de América en las ediciones de 2009, 2015 y 2017, también clasificó a la Copa Sudamericana en las ediciones de 2006, 2010, 2012 y 2014.
Sus principales rivales son Independiente Petrolero, frente al cual protagoniza el «Clásico capitalino» y Real Potosí, con el que disputa el denominado «Clásico del Sur Boliviano», en donde el cuadro docto posee ventaja, al contar con 27 victorias frente a 20.

## Historia

### Fundación
El miércoles 5 de abril de 1961 se fundó el Club Universidad Sucre bajo la iniciativa del profesor Alfredo Sandi Navarro. "Padre del Deporte Universitario" y el respaldo moral y material del abogado Óscar Frerking Salas, en esa época rector de la Universidad Mayor Real y Pontificia San Francisco Xavier de Chuquisaca.
Ese día memorable en la Cancha del Seminario (hoy Complejo Deportivo Universitario), el Sr. Sandi tras observar el aguerrido juego del club "Sanitarios ", elenco formado por estudiantes de Medicina, enfrentando al rival clásico de Ciencias Económicas; a tiempo de felicitarles en el descanso de por medio, les propone conformar un equipo de fútbol que represente a la Universidad en el campeonato de la Asociación de Fútbol Sucre (AFS) hoy Asociación Chuquisaqueña de Fútbol.
En la cancha del "Seminario", Sandi se dirigió a los universitarios y les dijo: «Les invito fraternalmente a ser protagonistas al integrar este plantel y tengan el honor de representar a nuestra Universidad en el campeonato oficial. Les dejo en libertad de pensar para su decisión final esperando sus respuestas en los próximos días para saber su opinión».
El primer equipo del Club Deportivo Universidad del año 1961 fue con los siguientes 'jugadores fundadores': Óscar Robles (arquero) Francisco Mérida, Óscar Grájeda, Jorge Villavicencio, Delio Penacho, Germán Paz Vedia, Howar Guardia, Jorge Cardona, Óscar Colodro, Gustavo Zambrana, Narciso Chavarria, Corsino Medrano, Luis Palacios, Félix Otondo, Daniel Cors, Antonio Bedregal, Agustín Virreira, Mario Serrano, Freddy Núñez Daza y Abdón Velásquez, DT: Alfredo Sandi Navarro.
La proposición es bien recibida por los jóvenes universitarios y se comprometen participar en este nuevo club. Ese mismo día proporcionan todos sus datos e inscriben a la nueva institución en la reunión ordinaria de la ACHF, para que dispute el torneo de la segunda división de Ascenso. El equipo asciende a la primera "B" y permanece en esa categoría hasta 1968.
Su primer uniforme fue una casaca blanca con una franja en el pecho con los colores rojo y azul de la Universidad, el pantalón corto azul y medias blancas. Posteriormente se oficializa la camiseta de color rojo y con la "U" en el pecho y pantalón corto azul.
Es denominado inicialmente como "Club Deportivo Universidad", en el año 1969 la directiva del club decide cambiar su denominación a "Club Universitario" y también los colores, desde ese momento se toman los de la institución académica Universidad San Francisco Xavier el rojo y azul. La "U" como también se la conoce clasifica por primera vez a un campeonato nacional, la Copa "Simon Bolivar"
Entre los años 1971 y 1978 el club inicia una etapa considera como una de las más delicadas debido a una intervención militar del gobierno de ese entonces y al ser una representación de la universidad la cual fue intervenida, afecto también al club. El año 1981 retorna a la primera "A", luego de que descendiera hasta la B luego de que desde el año 1978 se planteara un proyecto de retornar al equipo a la primera división del balompié chuquisaqueño.

### Comienza el profesionalismo (1969-1970)
En 1969, los clubes de Chuquisaca por fin pueden integrarse al Torneo Nacional con sus dos representantes: Universitario y Stormers, de esta forma ambos clubes se convirtieron en los primeros equipos chuquisaqueños en participar en el profesionalismo del fútbol boliviano. 
Para este torneo que marco el debut de equipos chuquisaqueños en la máxima categoría, participaron 15 equipos, representantes de los departamentos de: La Paz (3), Cochabamba (3), Oruro (3), Santa Cruz (3 ) y Chuquisaca (2); los cuales fueron divididos en tres grupos. Universitario compartió el grupo "C" con Stormers, Oriente Petrolero y la Universidad Cruceña. Universitario quedó tercero de su grupo con 4 puntos, producto de una victoria, y dos empates, quedando así eliminado en la fase inicial.
Para 1970, Universitario volvió a participar por segundo año consecutivo del torneo de Primera División y de igual forma los clubes de Chuquisaca y Santa Cruz fueron emparejados en el mismo grupo, que estaba conformado por los equipos de: La Bélgica, Oriente Petrolero, Stormers y Universitario. 
En este periodo se integra al plantel el portero cruceño Carlos Conrado Jimenez, en ese entonces estudiante de odontología, y que posteriormente conformó la Selección de fútbol de Bolivia.

### Primer ascenso a la Liga (1986-1989)
Tras la creación de un nuevo formato para el torneo de fútbol nacional en el año 1977, denominado Liga del Fútbol Profesional Boliviano. En el año 1986 Universitario participa en este nuevo torneo, tras salir campeón chuquisaqueño, reemplazando al descendido Magisterio Rural. 
Para la temporada 1986, la plantilla del equipo estaba conformada por los siguientes jugadores: Alberto Illanes Puente, Luis Moscoso Vega, Javier Oblitas López, Justo César Ohishi, Renán Padilla Ledezma, Luis Adolfo Palma, Raúl Palmerola, José Jorge Ramírez, Javier Valera Caba, Benito Valverde Rojas y como director técnico a Carlos Vargas.
En el año de 1988 se destaca la incorporación de Gustavo Domingo Quinteros, proveniente del club Talleres (RE), el cual hace su debut en el fútbol boliviano con la camiseta de Universitario, ese mismo año el 19 de octubre, en estadio Ramón Aguilera, convierte su primer gol ante Blooming, que le da la victoria al cuadro de Universitario por un tanto contra cero.
Universitario se mantiene cuatro años consecutivos cumpliendo decorosas campañas, problemas económicos hacen que descienda a la primera "A" del fútbol de Sucre.

### Segundo ascenso a la Liga (2006-2018)
El 2004 logra el título local en calidad de invicto, tras siete años. En su campaña en la Copa Simón Bolívar es eliminado por penales en los cuartos de final ante Primero de Mayo.
El renacer de Universitario llegaría el 2005. En su campaña en el torneo local la «U» perdió su único partido en la jornada 7 por 0-3, ante Junín provocando la salida de Renán Parilla, en su relevo llegaría Javier Vega. jugó dieciocho partidos: ganó dieciséis, empató y perdió uno. En el penúltimo partido, el 14 de agosto, logra el título, tras vencer a 2-0 a Estudiantes La Plata, y una semana después, la «U» vapuleó 11-2 a Estrella Roja por la última fecha del campeonato local. Universitario logró el título y la clasificación a la Copa Simón Bolívar.

#### Campaña 2006
Universitario jugó la Copa Sudamericana 2006 tras obtener el tercer puesto del Torneo Clausura 2005/06, logrando clasificar por primera vez en su historia a un torneo internacional.
Debutó en la Copa Sudamericana 2006 frente al Bolívar, en el partido de ida empató 2-2 en Sucre, marcó para Universitario Marcelo Gómez en los minutos (32') y (45') y marcó para Bolívar Limberg Gutiérrez al minuto (30') y (57'). En el partido de vuelta la "U" eliminó a Bolívar tras vencerlo 3-2 en La Paz, primero se puso en ventaja Bolívar al minuto (2') con gol de Leonel Reyes, Universitario dio vuelta al marcador con doblete de Juan Daniel Salaberry en los minutos 23 y 45, posteriormente Marcelo Gómez marcó el tercer gol para la "U" al minuto 78 y Limberg Gutiérrez descontó para los celestes con gol de penal en el minuto 90. El resultado global: clasificación por 5-4.
Universitario superó la fase preliminar al derrotar a Bolívar y avanzó a la primera fase en la Copa Sudamericana en donde se enfrentó a El Nacional de Ecuador.
Tras su histórica clasificación, la "U" se enfrentó con El Nacional de Ecuador. En el partido de ida la "U" perdió en Sucre por 1-3 y en la vuelta cayó derrotado por 1-2.

#### Campaña 2008
Alcanzó su primer campeonato el año 2008, con Eduardo Villegas como entrenador.

#### Campaña 2010
El año 2010, Universitario clasificó a Copa Sudamericana 2010, tras vencer en la final por el hexagonal de repechaje en el Campeonato de Apertura contra Blooming, ganando el derecho a representar a Bolivia en este certamen. El equipo rojo logró su primera anotación en el minuto 16, tras una falta sobre Gallegos, Vaca Diez cobró con un remate lejos del alcance del portero Gemio. Finalmente en el minuto 35, Universitario amplió la diferencia y sentenció el partido, Matías Favano habilitó a Galindo y este ensayó un remate de más de 30 metros, ante el adelantamiento del portero Gemio que no pudo alcanzar el balón y fue el 2-0.
Ya en la Copa Sudamericana a Universitario le tocó un rival muy difícil a nivel internacional, el equipo chileno Colo-Colo, finalmente el partido lo ganó por 2-0 con goles de Roberto Galindo y Sacha Lima, el equipo ganó cómodamente de local, y aunque perdió en Chile 3-1 clasificó por el gol de visitante, luego volvió a instalar la sorpresa ganándole al Cerro Porteño paraguayo de local 1-0 y empatándole de visitante 2-2; En octavos de final fue eliminado por el equipo Palmeiras brasileño, el goleador del equipo fue Roberto Galindo con cuatro tantos en cinco partidos.

#### Campaña 2014
Universitario logró el segundo campeonato de su historia, seis años después del primero (2008), en el Campeonato Clausura 2014 de la Liga Profesional del Fútbol Boliviano, se consagró campeón en la última fecha tras empatar como visitante en la ciudad de Warnes con Sport Boys, quedando en segundo lugar el equipo de San José rival directo de Universitario por el campeonato.
El título lo consigue tras empatar en Warnes con Sport Boys por el marcador de 1 - 1 primero Sport Boys se puso en ventaja en el minuto (11') y parecía que a la "U" se le escapaba el título ya que San José ganaba a Guabirá y forzaba a un partido de desempate, pero Universitario sabía que dependía de sí mismo para salir campeón, es así que siguió insistiendo durante todo el partido, hasta que a diez minutos del final, logró el empate tras un centro por izquierda se marcó el gol del campeonato que fue conseguido por Federico Silvestre de cabeza a los (81'), así de manera dramática Universitario consiguió empatar y esto le bastó para salir campeón. Tras realizar una gran campaña en la que finalizó en el primer lugar y obtener su segundo campeonato, asegurando su participación en la Copa Libertadores 2015.

##### La Campaña del campeón
La "U" inició el Campeonato Clausura 2014 con un empate por 1:1 ante Aurora en el Estadio Félix Capriles, luego el equipo derrotó 3:1 a Bolívar el Sucre, y venció a Oriente Petrolero en el Tahuichi Aguilera por 1:0. Las fechas fueron pasando y la "U" se fue afianzando en los primeros lugares del torneo, el día 25 de mayo, en la última jornada para la culminación de la liga, Universitario se coronó campeón tras empatar por marcador de 1:1 ante Sport Boys en Warnes.
Universitario se consagró por segunda vez campeón del torneo de la Liga del Fútbol Profesional Boliviano, en este torneo, jugó 22 partidos de los cuales ganó en 12, empató en 6 y perdió solamente 4 veces, con lo que sumó 42 unidades, con +10 en gol diferencia, un punto más que su inmediato perseguidor en este caso San José.
El plantel estuvo conformado por Federico Silvestre, Marcelo Robledo, Saúl Torres, Ramiro Ballivián, Martín Palavicini, Alejandro Bejarano, Gustavo Pinedo, Rubén de la Cuesta, Edson Pérez, Rolando Ribera, Ezequiel Filippetto, Jorge Flores, Mauricio Saucedo, Jorge Cuéllar, Alan Loras, Carlos Camacho, Lucas Ojeda, Diego Rivero, Elmer Ferrufino, Luis Guevara, Juan Carlos Robles, como DT Javier Vega.
Este campeonato significó que pueda participar como Bolivia 1 en la Copa Libertadores 2015.

#### Campaña 2015
Lo más destacable de ese año fue su participación en Copa Libertadores. Universitario se clasificó a la Copa Libertadores 2015 por ser el campeón del Campeonato Clausura 2014, fue asignado al Grupo 3 junto con Cruzeiro de Brasil, Huracán de Argentina y Mineros de Guayana de Venezuela, arrancó el torneo continental con un empate de local ante el Cruzeiro 0 - 0 en Sucre, en su segundo partido logra una histórica victoria cómo visitante ante Mineros de Guayana por 1 - 0, en su tercer partido vuelve a empatar como local en Sucre esta vez ante Huracán 0 - 0.  En los partidos de vuelta la "U" consigue un nuevo empate ante Huracán 1 - 1 en Buenos Aires, en su siguiente partido derrota en Sucre a Mineros de Guayana por 2- 0 y termina la fase de grupos con una derrota en Belo Horizonte ante el Cruzeiro por 2 - 0, pero la derrota no afectó su clasificación histórica a octavos de final de la Copa Libertadores de América. Universitario cerró su participación en la ronda de grupos con un total de nueve puntos, dos victorias, tres empates y una sola derrota, siendo junto con el equipo brasileño Cruzeiro los dos mejores equipos del grupo 3.
La "U" se caracterizó en estos últimos años de sorprender, haciendo grandes campañas. En esta ocasión logró clasificar a octavos de final a pesar de perder algunos puntos de local, y conseguir puntos importantes de visitante como su victoria en Venezuela ante Mineros de Guayana y el empate conseguido en Argentina frente a Huracán clasificando segundo a la siguiente fase luego de Cruzeiro.
De esta manera la "U" se convirtió en el primer equipo de Sucre en vencer la fase de grupos y clasificar a los octavos de final de la Copa Libertadores de América.
En octavos de final Universitario se enfrentó contra el segundo equipo más fuerte de la fase de grupos, Tigres de México, que a la larga se consagraría como subcampeón de la Copa Libertadores 2015. El partido de ida se disputó en Sucre, donde Universitario se puso en ventaja al minuto (1') con gol de Ignacio González, en el segundo tiempo Tigres empató el partido al minuto (54') y posteriormente se puso en ventaja al minuto (62'), el partido terminó con derrota de Universitario por 1-2. A pesar de haber perdido la ida de local, Universitario logró mantener la llave abierta en México al haber marcado un gol al comienzo del partido nuevamente en el minuto (1') con gol de Rubén de la Cuesta. Sin embargo necesitaba un segundo gol que le daría la clasificación a la siguiente fase pero nunca llegó, y al contrario el equipo mexicano logró empatar vía penal en el minuto (75') 1-1, marcador que no se movería en el resto del partido y eliminaba a Universitario del torneo continental. El resultado global: eliminación por 3-2.
Fue sin duda la mejor participación de Universitario en la Copa Libertadores de América, además fue la primera vez que un equipo Chuquisaqueño superó la fase de grupos de la Copa Libertadores.
Jugadores clave en esta participación del club fueron Alejandro Bejarano, Rubén de la Cuesta, Federico Silvestre, Martín Palavicini, Ignacio Gonzales, Leonardo Castro, Ramiro Ballivián, Miguel Suárez, Ezequiel Filipetto, Raúl Olivares, Rolando Ribera. Como DT Julio César Balvidieso
En los torneos de gestión 2015 el club consigue el puesto 4° y 3° apertura y clausura respectivamente clasificando como Bolivia 4 para la Copa Libertadores 2017 coronando un gran año futbolístico y corona a Martin Palavicini como goleador del torneo apertura.

#### Campaña 2016 - 2017
La gestión 2017 no fue un año agradable para el club consiguiendo la 9ª, 12ª y 8ª posición en los campeonatos apertura 2016, apertura 2017 y clausura 2017 en ese orden, el club ocupó en la tabla general consolidada la última posición en la tabla acumulada, y marcado para definir el descenso indirecto con otro club con quien empató en puntos, con quien tuvo que definir el descenso, salvando en un partido de definición frente a Petrolero del Chaco en el Stadium Municipal de la localidad de Sacaba en el departamento de Cochabamba ganando 1 a 0 con gol de Marcos Andia a los 25 minutos y una gran actuación de Iván Brun que tuvo un gran partido e incluso tapo un penal a los 35 minutos del segundo tiempo.

#### Campaña 2017 - 2018
En una gestión con bastantes problemas, principalmente en lo económico, donde se consiguió armar un equipo competitivo, Universitario desciende, en medio de controversias, por un fallo de la Federación Boliviana de Fútbol que favorecia al equipo de Destroyers y perjudicaba al equipo de Universitario, restandole 3 puntos y haciendo que no tenga chance de salvar el descenso que peleaba con este otro equipo en la última fecha donde deberían definir en un tercer partido.
Se suma a esto, impagos a jugadores que abandonaron el club por este tema, demandas de impagos con intereses de jugadores en la gestión de Cristian Copa e Issac Tejerina a quienes se acusó de malversación de fondos de los premios recibidos por el campeonato obtenido en la gestión 2014 y los premios de clasificaciones a copas 2014 y 2015.
Sobre el fallo de la Federación Boliviana de Fútbol se presentan denuncias ante la fiscalía contra Cesar Salinas Presidente de la FBF, Robert Blanco Vicepresidente de la FBF (y además presidente del club Destroyers), se elevan reclamos a la FIFA, pero no propespera el reclamo y consolidan el descenso del club.
Tabla acumulada de la gestión 2018 Liga Profesional de Fútbol Boliviano 2018

### Retorno a la División Profesional (2022)
Universitario retorna a la Division Profesional, tras ganar el play-off por el ascenso y descenso indirecto, frente a Real Potosí.

## Administración
Más tarde se constituye el primer directorio elegido por los secretarios de deportes de cada centro de Estudiantes de entonces:

- Presidente: Enrique Loayza (Catedrático Facultad de Derecho)
- Vicepresidente: Carlos Tellez Orias (Catedrático Facultad de Odontología)
- Secretario General: Enrique Cuéllar (Catedrático Facultad de Derecho)
- Delegado a la Asociación de Fútbol Sucre: Luis Ríos (estudiante de medicina).

Luego asumieron la presidencia del Club:
| \| N.º \| Presidente \| Inicio del mandato \| Final del mandato \| Notas \| Ref. \| \| --- \| ------------------------ \| ------------------ \| ----------------------- \| ----- \| ---- \| \| 1° \| Enrique Loayza \| 1961 \| 1968 \| \| \| \| 2° \| Carlos Tellez Orias \| 1969 \| 1976 \| \| \| \| 3° \| Jhonny de la Riva \| 1976 \| 1978 \| \| \| \| 4° \| Miguel Hayes Villarroel \| 1978 \| 1987 \| \| \| \| 5° \| Julio Castro Azurduy \| 1988 \| 1989 \| \| \| \| 6° \| Aquilino Parra Tórrez \| 1989 \| 1993 \| \| \| \| 7° \| Julio Heredia Flores \| 1994 \| 1997 \| \| \| \| 8° \| Gonzalo Pórcel Arancibia \| 1998 \| 2003 \| \| \| \| 9° \| Wálter Arízaga Cervantes \| 2004 \| 2005 \| \| \| \| 10° \| Jaime Barrón Poveda \| 2006 \| 2009 \| \| \| \| 11° \| Wálter Arízaga Cervantes \| 2009 \| 2011 \| \| \| \| 12° \| Cristian Copa \| 2012 \| 2015 \| \| \| \| 13° \| Wálter Arízaga Cervantes \| 2015 \| 2016 \| \| \| \| 14° \| Eduardo Rivero \| 2016 \| 2018 \| \| \| \| 15° \| Germán Gutiérrez \| 2018 \| 2019 \| \| \| \| 16° \| Peter Campos \| 2019 \| 2023 \| \| \| \| 17° \| Guillermo Torres \| 2023 \| Actualmente en el cargo \| \| \| |                          |                    |                         |       |      |
| N.º | Presidente               | Inicio del mandato | Final del mandato       | Notas | Ref. |
| 1° | Enrique Loayza           | 1961               | 1968                    |       |      |
| 2° | Carlos Tellez Orias      | 1969               | 1976                    |       |      |
| 3° | Jhonny de la Riva        | 1976               | 1978                    |       |      |
| 4° | Miguel Hayes Villarroel  | 1978               | 1987                    |       |      |
| 5° | Julio Castro Azurduy     | 1988               | 1989                    |       |      |
| 6° | Aquilino Parra Tórrez    | 1989               | 1993                    |       |      |
| 7° | Julio Heredia Flores     | 1994               | 1997                    |       |      |
| 8° | Gonzalo Pórcel Arancibia | 1998               | 2003                    |       |      |
| 9° | Wálter Arízaga Cervantes | 2004               | 2005                    |       |      |
| 10° | Jaime Barrón Poveda      | 2006               | 2009                    |       |      |
| 11° | Wálter Arízaga Cervantes | 2009               | 2011                    |       |      |
| 12° | Cristian Copa            | 2012               | 2015                    |       |      |
| 13° | Wálter Arízaga Cervantes | 2015               | 2016                    |       |      |
| 14° | Eduardo Rivero           | 2016               | 2018                    |       |      |
| 15° | Germán Gutiérrez         | 2018               | 2019                    |       |      |
| 16° | Peter Campos             | 2019               | 2023                    |       |      |
| 17° | Guillermo Torres         | 2023               | Actualmente en el cargo |       |      |

## Símbolos

### Historia y evolución del escudo

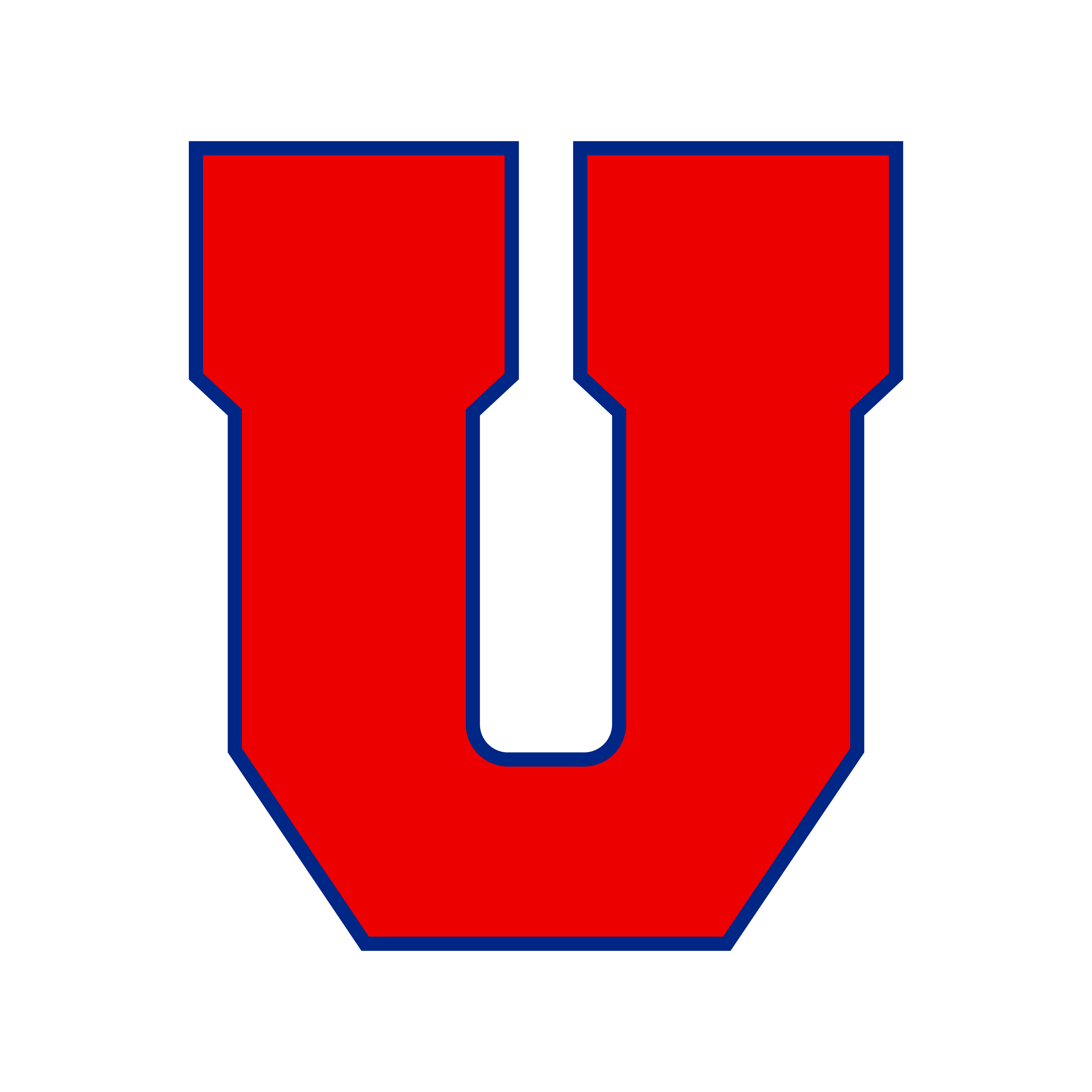
Primer escudo de la institución.
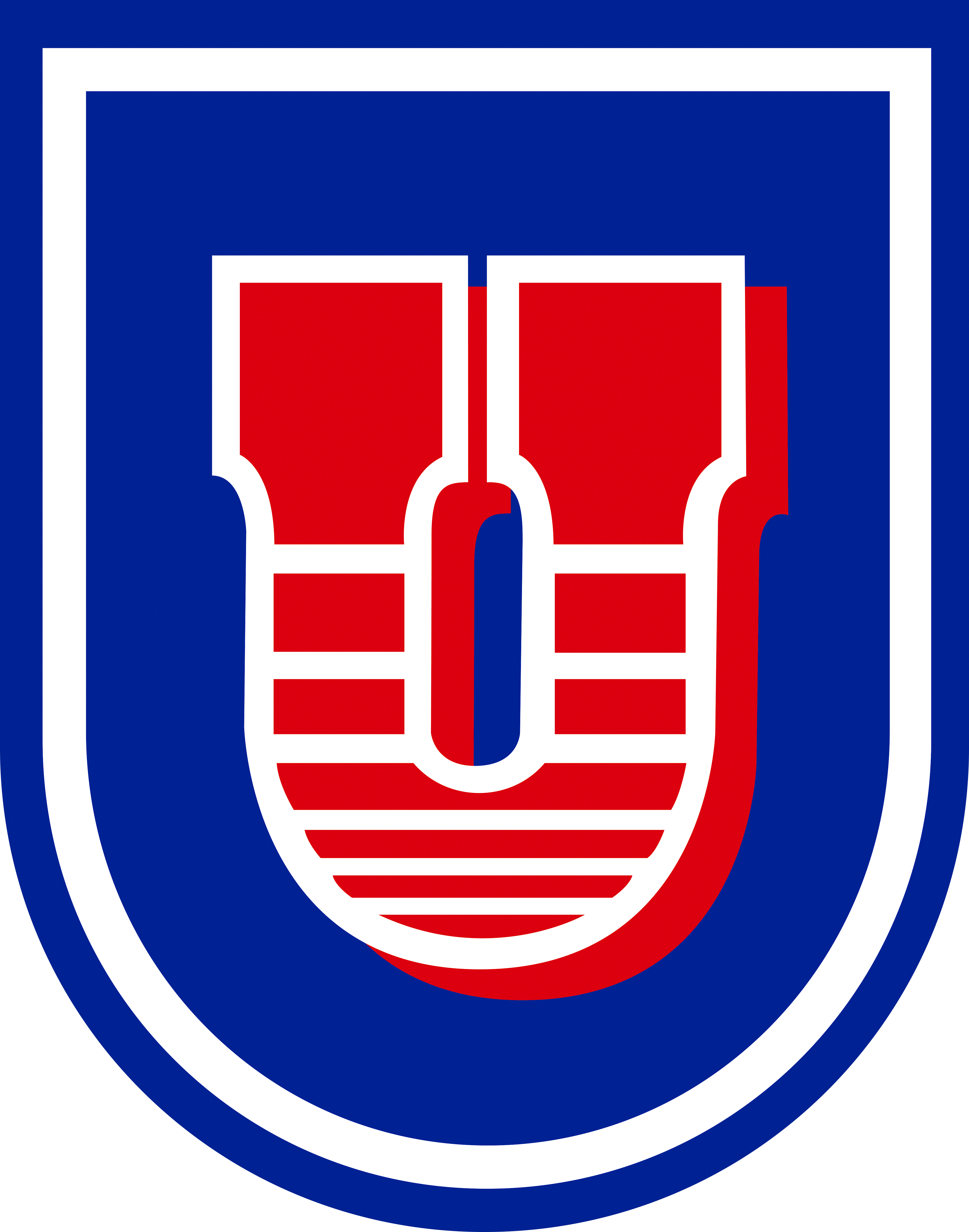
Escudo utilizado luego de la obtención del torneo Apertura 2008 (2008-2014)
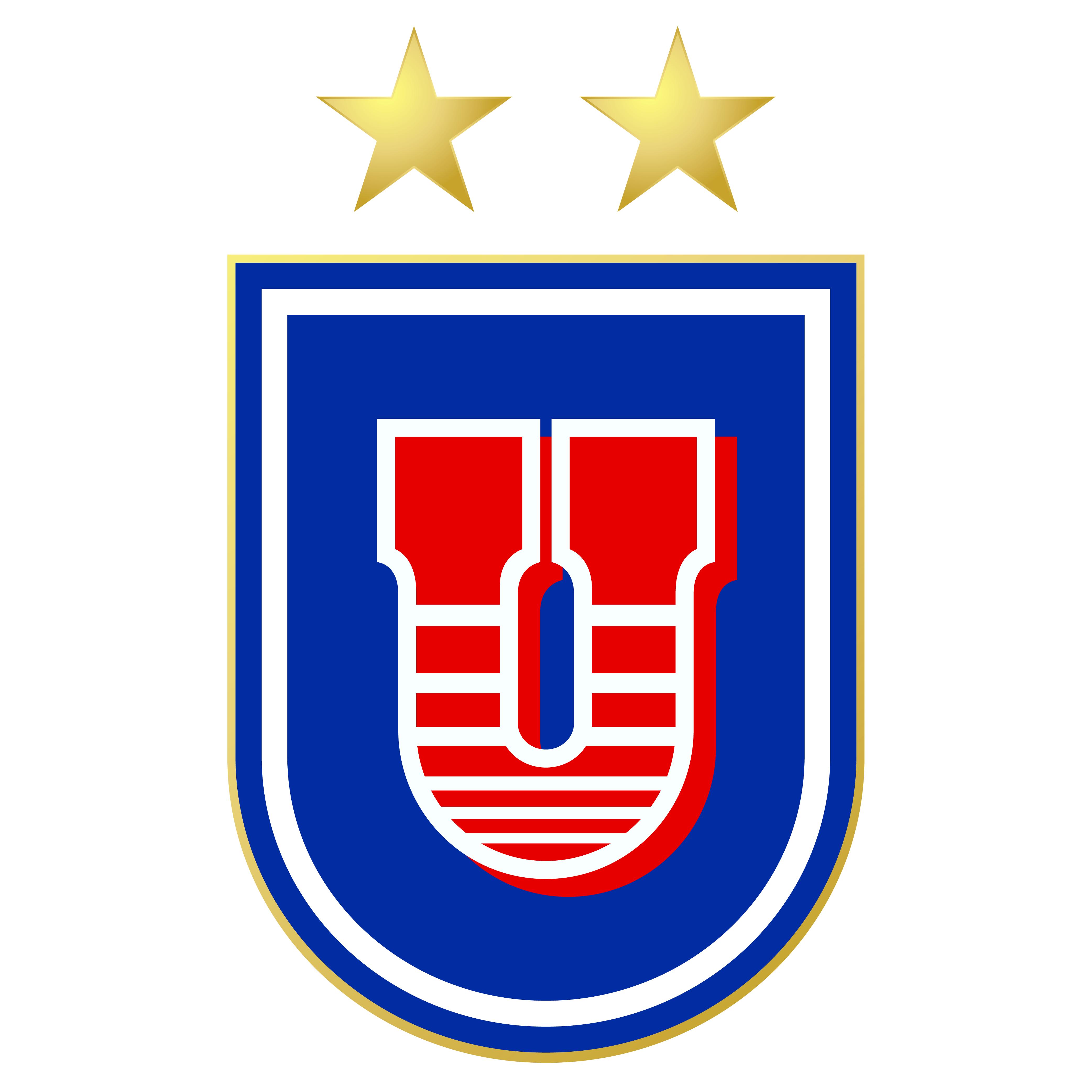
Escudo utilizado luego de la obtención del torneo clausura 2014 (2015-presente)

El escudo actual del club está representado por la letra U, con dos estrellas doradas en la parte superior, en alusión a los títulos nacionales obtenidos en la máxima categoría del fútbol boliviano en 2008 y 2014.

### Bandera
La bandera del club Universitario de Sucre está compuesta por los colores rojo y azul y en el centro se ubica el escudo de la institución.

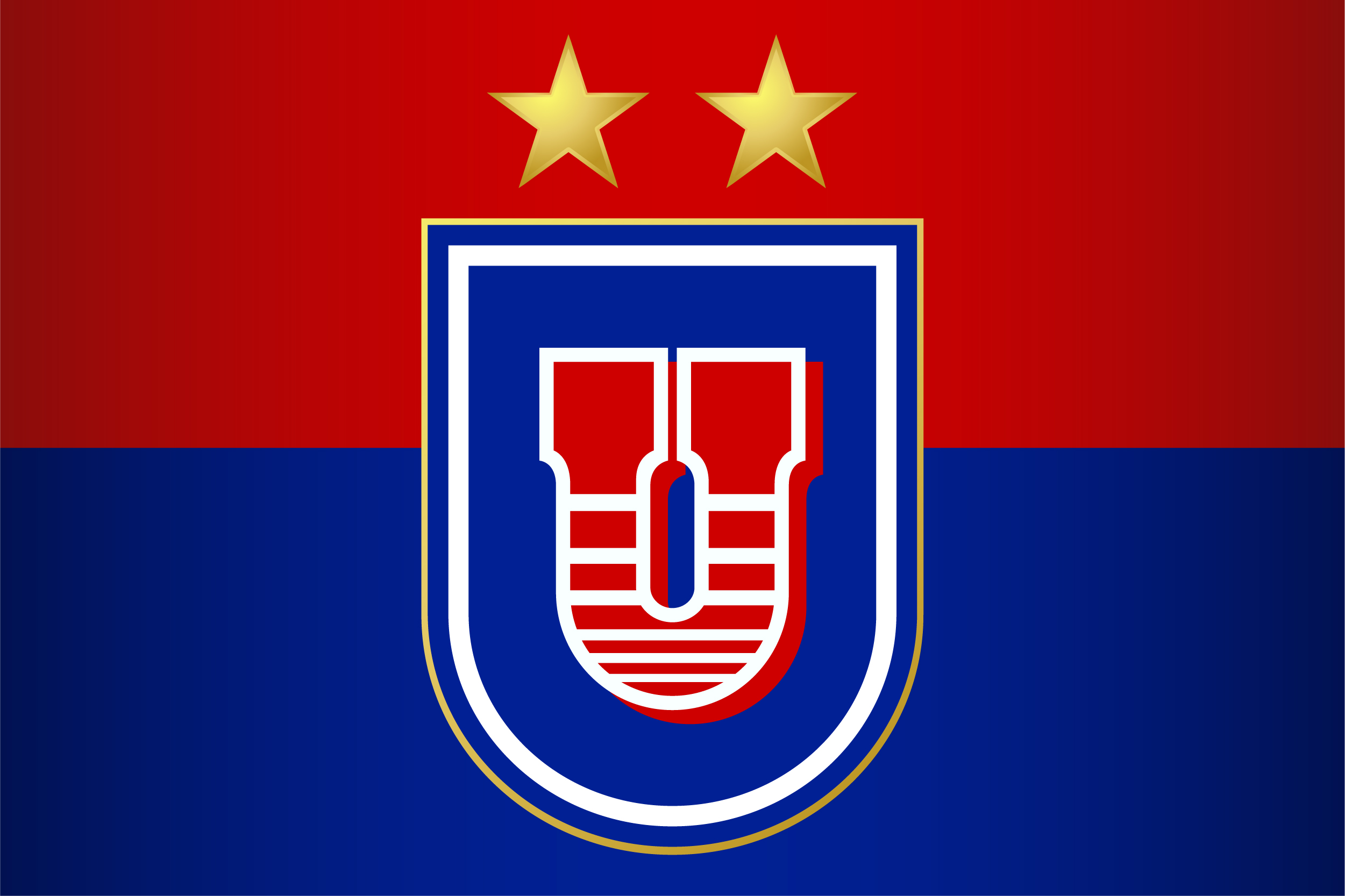

### Canción oficial
La canción más representativa de Universitario es la tonada en ritmo huayño, "U" ¡te quiero!, compuesta e interpretada por el grupo chuquisaqueño La Razza. Si bien la melodía está dentro del género folclórico boliviano, los seguidores lo consideran como un himno al club Universitario.  
| Universitario, ¡te quiero! |
| |
| Roja es la sangre en mi corazón Azul es de mi cielo Son los colores de nuestro Club Que representa la juventud. Con fuerza Garra Goles y Honor Siempre serás el primero Grita la hinchada en la Capital Universitario TE QUIERO!!! Dale dale dale dale "U" Universitario El equipo de mi corazón Ahora serás el CAMPEÓN!!! Autor: Grupo La Razza |
| |

## Indumentaria

### Origen
Los colores rojo y azul, son los que la Universidad Mayor Real y Pontificia San Francisco Xavier de Chuquisaca tiene como colores representanativos de la casi cuatricentenaria.

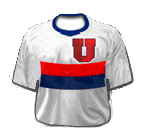
Primera vestimenta del Club Universitario - 1961.

El primer uniforme fue una casaca blanca con una franja en el pecho con los colores rojo y azul de la Universidad, el pantalón corto azul y medias blancas. Posteriormente se oficializa la camiseta de color rojo y con la "U" en el pecho y pantalón corto azul.
- Uniforme titular: Camiseta roja con vivos azules, pantalón rojo y medias azules.
- Uniforme alterno: Camiseta blanca con líneas rojas y azules, pantalón blanco y medias blancas.

### Evolución del uniforme

#### Uniforme titular
| 2006 |

#### Uniforme Alternativo
| 2006 |

#### Uniforme Arquero
| 2006 |

### Indumentaria y patrocinador
Las siguientes tablas detallan cronológicamente las empresas proveedoras de indumentaria y los patrocinadores que ha tenido el club desde el año 2004 hasta la actualidad:
| Período     | Logotipo | Proveedor       |
| ----------- | -------- | --------------- |
| 2005 - 2006 |          | Jomitex         |
| 2007        |          | Fair Play       |
| 2007 - 2008 |          | Alan Sport      |
| 2008 - 2009 |          | Umbro           |
| 2010 - 2011 |          | Fransport       |
| 2012 - 2013 |          | Willys Athletic |
| 2013 - 2014 |          | Fransport       |
| 2014        |          | Unosport        |
| 2015 - 2016 |          | Walon Sport     |
| 2017        |          | Fransport       |
| 2017        |          | Willys Athletic |
| 2018 - 2019 |          | Fransport       |
| 2019 - 2021 |          | Sismo Athletic  |

| Período         | Patrocinador  | Logotipo |
| --------------- | ------------- | -------- |
| 2004 - presente | Fancesa       |          |
| 2006-2015       | BNB           |          |
| 2007 - presente | Coca-Cola     |          |
| 2007-2011       | AeroSur       |          |
| 2006-2013       | Entel         |          |
| 2008-2011       | Soboce        |          |
| 2015 - presente | Amaszonas     |          |
| 2014-2015       | ATB           |          |
| 2014 - presente | Concretec     |          |
| 2015 - presente | Monopol       |          |
| 2014-2015       | Tigre Plasmar |          |
| 2008 - presente | BAGÓ          |          |

## Instalaciones

### Estadio
Universitario de Sucre disputa sus encuentros en condición de local en el Estadio Olímpico Patria, de propiedad del Gobierno Departamental de Chuquisaca. Cuenta con un aforo total para 32 700 espectadores. Este escenario fue inaugurado el año 1992 con tres tribunas: Preferencia, General y Curva Norte, además de una pista atlética de tartán de 8 carriles siendo completado 4 años después con la construcción de la curva sur en ocasión de la realización de la Copa América 1997 que tuvo a la ciudad de Sucre como sede de uno de los grupos del torneo.
En octubre de 2011, el Estadio se benefició con la instalación de un moderno e imponente tablero electrónico, el segundo más grande de Bolivia.

Panorámica interior del estadio.

### Instalaciones deportivas
La Universidad San Francisco Xavier cuenta con varios escenarios deportivos a disposición no solamente de la comunidad estudiantil del departamento, sino también de la gente que practica deporte.
La Cancha del Seminario es uno de los escenarios más antiguos de la Universidad, y cuenta con una mejora en toda su infraestructura. Se le anexa al un coliseo techado, con piso de parqué, graderías, baños, gimnasio y un centro de rehabilitación deportiva.
A estos dos escenarios deportivos, con el tiempo se fueron sumando otros coliseos y canchas.
Las canchas de las Facultades de Tecnología, Técnica, Contaduría Pública y Economía, que en sus inicios eran canchas de cemento y sin cubierta que se fueron remodelando, ahora son mini coliseos con pisos de parqué.

#### Complejo Deportivo "Alfredo Sandi Navarro"
Conocido como la Cancha del Seminario. Está ubicado en la zona de Huayrapata en la ciudad de Sucre.
Este Complejo Deportivo es el centro de entrenamiento y concentración del Club Universitario de Sucre. Es propio del 'Club Docto' y fue adquirida en los inicios del club por el Dr. Carlos Tellez Orias quien fuera Vicepresidente fundador del Club.
Lleva este nombre en honor al profesor y dirigente deportivo, Alfredo Sandi Navarro, uno de los fundadores del Club.
El Complejo Ex-Seminario contenía una cancha de fútbol de tierra que con el correr del tiempo se convirtió en un campo de juego de césped sintético; también se le fueron sumando graderías (con capacidad aprox. de 3500 espectadores) y vestuarios, además de contar con el Coliseo Universitario II, que posee una cubierta, piso de parqué y graderías para unas 1800 personas.
|  |  |

Esta cancha esta habilitada para que se jueguen partidos oficiales de la Primera "A" de la ACHF.
|  |  |

Estos campos deportivos y la ampliación de la gradería en la Cancha del Seminario han sido construidas con un costo que sobrepasa los 5 millones de bolivianos. Las obras responden a objetivos institucionales que tienen el propósito de fomentar el deporte en la institución y en la comunidad sucrense en general.

#### Coliseos I y II
Los coliseos universitarios de plazuela Zudáñez y la de zona Huayrapata tienen una capacidad para un millar de personas y son escenario aptos para las disciplinas de fútbol de salón, básquetbol y voleibol, cuentan con las mismas características deportivas:
- Campo de juego de piso Mondo S.p.A..
- Graderías.
- Vestuarios con baños.

Estos espacios deportivos permiten a la comunidad universitaria de San Francisco Xavier contar con espacios para practicar deporte, ante la alta demanda de canchas que hay en la ciudad.
Aunque dichos campos no son de uso exclusivo de la Universidad, ya que son alquilados para campeonatos de clubes, asociaciones, ligas e incluso actividades extradeportivas de unidades educativas, como festivales y conciertos, por nombrar algunos.
|  |  |  |  |

#### Gimnasio (EQUIPDO)
Dentro del coliseo Universitario I de la plazuela Zudáñez se encuentra un gimnasio que cuenta con aparatos de primer nivel e instructores capacitados. Los costos, con relación a otros gimnasios de la ciudad, son accesibles para la comunidad universitaria.

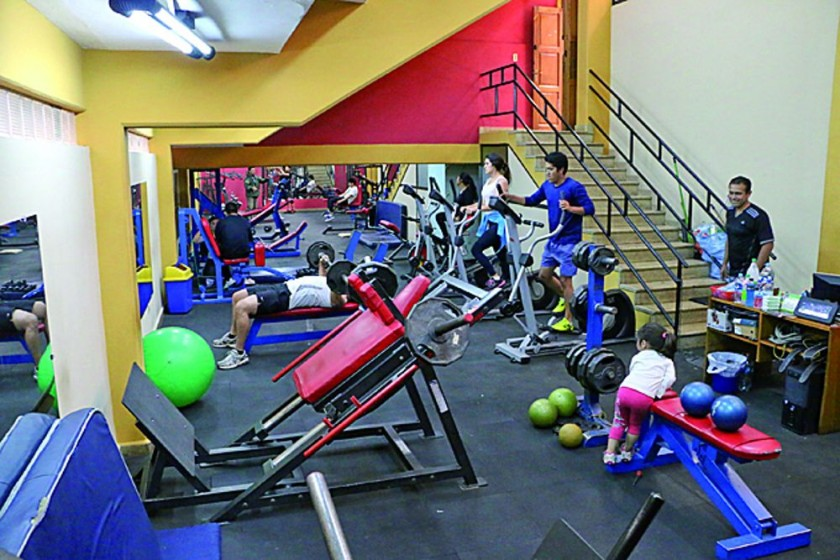
Gimnasio de Universitario de Sucre

#### Centro de Rehabilitación
Equipos de última tecnología y profesionales de las ramas médicas de la Universidad se encuentran en el centro de fisioterapia del coliseo Universitario, que está a disposición de los universitarios deportistas.

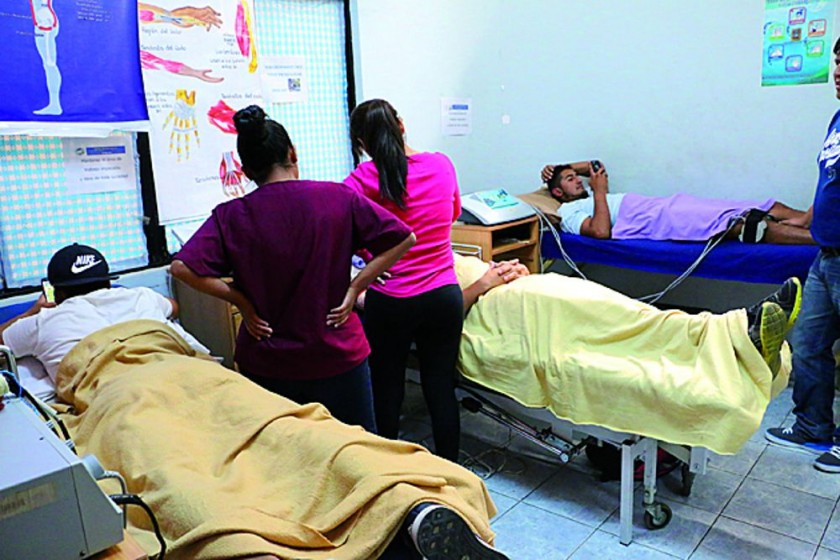
Sala Profesional de Rehabilitación.

## Datos del club

### Denominaciones
A lo largo de su historia, el club ha visto como su denominación variaba por diversas circunstancias hasta la actual de Club Deportivo Universitario San Francisco Xavier, vigente desde 1962. El club se fundó bajo el nombre oficial de «Club Deportivo Universidad», pero su nombre ha sido modificado por un motivo u otro.
A continuación se listan las distintas denominaciones de las que ha dispuesto el club a lo largo de su historia:
- Club Deportivo Universitario (1961) Nombre fundacional del club.
- Club Deportivo Universitario San Francisco Xavier (1962-actualidad) Denominación actual.

### Estadísticas
- Puesto en la clasificación histórica de la Primera División: 11.º
- Temporadas en Primera División: 32 (1969-1970, 1986-1989, 2006-C-2018-C).
- Mejor puesto en Primera División: 1.º (2 veces). 2008-A y 2014-C.
- Mayor goleada a favor
  - En primera división: 9 - 1 a Universitario (UAP) (20 de mayo de 2015).
  - En torneos internacionales: 3 - 2 a  Bolívar (31 de agosto de 2006 por la Copa Sudamericana 2006), 3 - 2 a  Montevideo Wanderers (23 de enero de 2017 por Copa Libertadores 2017).
- Mayor goleada en contra
  - En primera división: 0 - 7 de Bolívar (17 de octubre de 1987), 0 - 7 de Oriente Petrolero (5 de marzo de 1989), 0  - 7 de Jorge Wilstermann (22 de abril de 2018).
  - En torneos internacionales: 2 - 5 de  Montevideo Wanderers (27 de enero de 2017 por Copa Libertadores 2017).
- Primer partido en primera división: 0 - 1 contra The Strongest (20 de abril de 1986).
- Primer partido en torneos internacionales: 2 - 2 contra Bolívar (24 de agosto de 2006) (Copa Sudamericana 2006).
- Jugador con más partidos disputados: Marcelo Gomes (268 partidos oficiales).
- Jugador con más goles: Martín Palavicini (62 goles en competiciones oficiales).
- Jugador con más goles en torneos internacionales: Marcelo Gomes y Roberto Galindo (4 goles en competiciones oficiales).
- Jugador con más títulos: Marcelo Robledo, Juan Carlos Robles, Elmer Ferrufino y Ramiro Ballivián (2 títulos oficiales).
- Participaciones internacionales (6):
  - Copa Libertadores de América (2): 2009, 2015, 2017.
  - Copa Sudamericana (4): 2006, 2010, 2012, 2014.

### Participaciones en campeonatos nacionales
| \| Competencia \| Detalle \| \| Competencia \| Posición \| \| ----------------------- \| ---------------- \| \| Torneo Nacional 1989 \| 10.º \| \| Copa Simón Bolívar 2004 \| Cuartos de final \| \| Copa Simón Bolívar 2005 \| Campeón \| \| Clausura 2006 \| 3.º \| \| Segundo Torneo 2006 \| 4.º \| \| Apertura 2007 \| 11° \| \| Clausura 2007 \| 4° grupo A \| \| Apertura 2008 \| Campeón \| \| Clausura 2008 \| 4° Grupo B \| \| Apertura 2009 \| 5.º \| \| Clausura 2009 \| 5° \| \| Apertura 2010 \| 4.º grupo A \| \| Clausura 2010 \| 12.º \| \| Adecuación 2011 \| 8.º \| \| Apertura 2011 \| 2.º \| \| Clausura 2012 \| 4.º \| \| Apertura 2012 \| 8.º \| \| Clausura 2013 \| 4.º \| \| Apertura 2013 \| 6.º \| \| Clausura 2014 \| Campeón \| \| Apertura 2014 \| 8.º \| \| Clausura 2015 \| 9.º \| \| Apertura 2015 \| 4.º \| \| Clausura 2016 \| 3.º \| \| Apertura 2016 \| 9.º \| \| Apertura 2017 \| 12.º \| \| Clausura 2017 \| 8.º \| \| Apertura 2018 \| 7.º grupo A \| \| Clausura 2018 \| 12.º \| \| Copa Simón Bolívar 2019 \| Fase de grupos \| \| Copa Simón Bolívar 2021 \| 2.º \| |                  |
| Competencia | Detalle          |
| Competencia | Posición         |
| Torneo Nacional 1989 | 10.º             |
| Copa Simón Bolívar 2004 | Cuartos de final |
| Copa Simón Bolívar 2005 | Campeón          |
| Clausura 2006 | 3.º              |
| Segundo Torneo 2006 | 4.º              |
| Apertura 2007 | 11°              |
| Clausura 2007 | 4° grupo A       |
| Apertura 2008 | Campeón          |
| Clausura 2008 | 4° Grupo B       |
| Apertura 2009 | 5.º              |
| Clausura 2009 | 5°               |
| Apertura 2010 | 4.º grupo A      |
| Clausura 2010 | 12.º             |
| Adecuación 2011 | 8.º              |
| Apertura 2011 | 2.º              |
| Clausura 2012 | 4.º              |
| Apertura 2012 | 8.º              |
| Clausura 2013 | 4.º              |
| Apertura 2013 | 6.º              |
| Clausura 2014 | Campeón          |
| Apertura 2014 | 8.º              |
| Clausura 2015 | 9.º              |
| Apertura 2015 | 4.º              |
| Clausura 2016 | 3.º              |
| Apertura 2016 | 9.º              |
| Apertura 2017 | 12.º             |
| Clausura 2017 | 8.º              |
| Apertura 2018 | 7.º grupo A      |
| Clausura 2018 | 12.º             |
| Copa Simón Bolívar 2019 | Fase de grupos   |
| Copa Simón Bolívar 2021 | 2.º              |

     Campeón.
    Subcampeón.
    Tercer Lugar.
     Ascenso.
     Descenso.

### Por temporada
| Copa Libertadores      | Copa Libertadores | Copa Libertadores | Copa Libertadores | Copa Libertadores | Copa Libertadores | Copa Libertadores | Copa Libertadores | Copa Libertadores                                                                          | Copa Libertadores |
| Año                    | Desempeño         | PJ                | PG                | PE                | PP                | GF                | GC                | Goleador(es)                                                                               |                   |
| ---------------------- | ----------------- | ----------------- | ----------------- | ----------------- | ----------------- | ----------------- | ----------------- | ------------------------------------------------------------------------------------------ | ----------------- |
| Copa Libertadores 2009 | Fase de grupos    | 6                 | 0                 | 2                 | 4                 | 2                 | 8                 | Marcelo Gomes y Nicolás Raimondi: 1                                                        |                   |
| Copa Libertadores 2015 | Octavos de final  | 8                 | 2                 | 4                 | 2                 | 6                 | 6                 | Miguel Suárez y Leonardo Castro: 2                                                         |                   |
| Copa Libertadores 2017 | Fase 1            | 2                 | 1                 | 0                 | 1                 | 5                 | 7                 | Alexis Bravo, Victor Hugo Melgar, Aldo Velasco, Alejandro Quintana y Aníbal Domeneghini: 1 |                   |
| Total                  |                   | 16                | 3                 | 6                 | 7                 | 13                | 21                | Miguel Suárez y Nicolás Raimondi: 2                                                        |                   |

| Copa Sudamericana      | Copa Sudamericana | Copa Sudamericana | Copa Sudamericana | Copa Sudamericana | Copa Sudamericana | Copa Sudamericana | Copa Sudamericana | Copa Sudamericana                                                           | Copa Sudamericana |
| Año                    | Desempeño         | PJ                | PG                | PE                | PP                | GF                | GC                | Goleador(es)                                                                |                   |
| ---------------------- | ----------------- | ----------------- | ----------------- | ----------------- | ----------------- | ----------------- | ----------------- | --------------------------------------------------------------------------- | ----------------- |
| Copa Sudamericana 2006 | Primera fase      | 4                 | 1                 | 1                 | 2                 | 7                 | 9                 | Marcelo Gomes y Juan Salaberry: 3                                           |                   |
| Copa Sudamericana 2010 | Octavos de final  | 6                 | 2                 | 1                 | 3                 | 7                 | 9                 | Roberto Galindo: 4                                                          |                   |
| Copa Sudamericana 2012 | Primera fase      | 2                 | 0                 | 0                 | 2                 | 1                 | 5                 | Edgar Escalante: 1                                                          |                   |
| Copa Sudamericana 2014 | Segunda fase      | 4                 | 1                 | 1                 | 2                 | 4                 | 6                 | Martín Palavicini, Alejandro Bejarano, Ramiro Ballivián y Carlos Camacho: 1 |                   |
| Total                  |                   | 16                | 4                 | 3                 | 9                 | 19                | 29                | Roberto Galindo: 4                                                          |                   |

### Universitario en competiciones internacionales
| Año  | Competición            | Ronda            | Rival                     | Local | Visita | Global   |
| ---- | ---------------------- | ---------------- | ------------------------- | ----- | ------ | -------- |
| 2006 | Copa Sudamericana 2006 | Fase preliminar  | Bolívar                   | 2–2   | 2–3    | 5–4      |
| 2006 | Copa Sudamericana 2006 | Primera fase     | El Nacional               | 1–3   | 2–1    | 2–5      |
| 2009 | Copa Libertadores 2009 | Fase de grupos   | Estudiantes de la Plata   | 0–0   | 1–0    | 4° lugar |
| 2009 | Copa Libertadores 2009 | Fase de grupos   | Cruzeiro                  | 0–1   | 2–0    | 4° lugar |
| 2009 | Copa Libertadores 2009 | Fase de grupos   | Deportivo Quito           | 1–1   | 3–1    | 4° lugar |
| 2010 | Copa Sudamericana 2010 | Primera fase     | Colo-Colo                 | 2–0   | 3–1    | 3–3      |
| 2010 | Copa Sudamericana 2010 | Segunda fase     | Cerro Porteño             | 1–0   | 2–2    | 3–2      |
| 2010 | Copa Sudamericana 2010 | Octavos de final | Palmeiras                 | 0–1   | 3–1    | 1–4      |
| 2012 | Copa Sudamericana 2012 | Primera fase     | Liverpool                 | 1–2   | 3–0    | 1–5      |
| 2014 | Copa Sudamericana 2014 | Primera fase     | Deportes Iquique          | 2–0   | 1–0    | 2–1      |
| 2014 | Copa Sudamericana 2014 | Segunda fase     | Universidad César Vallejo | 2–2   | 3–0    | 2–5      |
| 2015 | Copa Libertadores 2015 | Fase de grupos   | Huracán                   | 0–0   | 1–1    | 2° lugar |
| 2015 | Copa Libertadores 2015 | Fase de grupos   | Cruzeiro                  | 0–0   | 2–0    | 2° lugar |
| 2015 | Copa Libertadores 2015 | Fase de grupos   | Mineros de Guayana        | 2–0   | 0–1    | 2° lugar |
| 2015 | Copa Libertadores 2015 | Octavos de final | Tigres                    | 1–2   | 1–1    | 2–3      |
| 2017 | Copa Libertadores 2017 | Fase 1           | Montevideo Wanderers      | 3–2   | 5–2    | 5–7      |

## Palmarés
El Club Deportivo Universitario posee en su palmarés 2 títulos de Primera División y 1 torneo de Copa Simón Bolívar.

### Torneos nacionales (2)
| Competición nacional              | Títulos                       | Subcampeonatos |
| --------------------------------- | ----------------------------- | -------------- |
| Primera División de Bolivia (2/1) | Apertura 2008, Clausura 2014. | Apertura 2012. |
| Copa Simón Bolívar (1)            | 2005.                         | 2021.          |

### Torneos regionales (10)
| Competición regional    | Títulos                                                     | Subcampeonatos |
| ----------------------- | ----------------------------------------------------------- | -------------- |
| Primera "A" (ACHF) (10) | 1990, 1991, 1992, 1993, 1994, 1995, 1996, 2004, 2005, 2021. |                |

## Jugadores

### Altas y bajas 2025
| Altas              |               |                       |       |      |
| Futbolista         | Posición      | Procedencia           | Tipo  | Ref. |
| Primer Semestre    |               |                       |       |      |
| Ezequiel Rodríguez | Entrenador    | Bandera de ?          | Libre |      |
| Mauricio Adorno    | Guardameta    | Nacional Potosí       | Libre |      |
| Carlos Zarama      | Mediocampista | Petrolero             | Libre |      |
| Junior Adiri       | Delantero     | ABB                   | Libre |      |
| Hernán González    | Delantero     | San Martín de Formosa | Libre |      |

| Bajas           |            |             |       |      |
| Futbolista      | Posición   | Destino     | Tipo  | Ref. |
| Primer Semestre |            |             |       |      |
| Diego Mollo     | Guardameta | Real Potosí | Libre |      |

### Récords
| Goleadores | Goleadores        | Goleadores | Presencias | Presencias         | Presencias   |
| ---------- | ----------------- | ---------- | ---------- | ------------------ | ------------ |
| 1.         | Martín Palavicini | 61 goles   | 1.         | Ronald Gallegos    | 298 partidos |
| 2.         | Eduardo Fierro    | 56 goles   | 2.         | Marcelo Gomes      | 293 partidos |
| 3.         | Marcelo Gomes     | 48 goles   | 3.         | Marcelo Robledo    | 192 partidos |
| 4.         | Ronald Gallegos   | 38 goles   | 4.         | Alejandro Bejarano | 165 partidos |
| 5.         | Roberto Galindo   | 31 goles   | 5.         | Alan Loras         | 157 partidos |

### Jugadores con más títulos
| Jugador                                          | Títulos | Títulos                                 |
| ------------------------------------------------ | ------- | --------------------------------------- |
| Juan Carlos Robles                               | 3       | 2 Primera División 1 Copa Simón Bolívar |
| Ramiro Ballivián Elmer Ferrufino Marcelo Robledo | 2       | 2 Primera División                      |

### Botines de Oro

#### Goleadores Primera División
| Jugador           | Goles | Torneo        |
| ----------------- | ----- | ------------- |
| Eduardo Fierro    | 17    | Clausura 2013 |
| Martín Palavicini | 13    | Clausura 2015 |
| Martín Palavicini | 19    | Apertura 2015 |

Fuente: RSSSF

### Extranjeros en el club
| Nacionalidad | Jugadores | Jugadores |
| ------------ | --------- | --- |
| América      |           | |
| Argentina    | 31        | Gustavo Quinteros, Cristian Bernadas, Óscar Eduardo Wonner, Carlos Castilla, David Cerutti, Luis Sillero, Matías Favano, Ernesto Garín, Ezequiel Gaviglio, Martín Michel, Mauricio Mazzetti, Matías Marchesini, Luis Ángel Guevara, Marcelo Robledo, Marcos Barrera, Marcos Ovejero, Martín Palavicini, Lucas Ojeda, Matías Manzano, Ezequiel Filippetto, Alexis Bravo, Federico Silvestre, Alejandro Quintana, Claudio Mosca, José Sardón, Federico Miño, Rodrigo Colombo, Marcelo Argüello, Iván Brun, Nicolás Frías, Alexis González |
| Brasil       | 5         | Marcelo Gomes, Eduardo Bastos, Dionatan Machado, Jefferson Lopes, Vítor Santos |
| Chile        | 3         | Luis Liendo, Raúl Olivares, Mauricio Gómez |
| Colombia     | 4         | Juan Camilo Ríos, Leonardo Castro, Jhonatan Franco, Santo Granja |
| Ecuador      | 1         | Richard Mercado |
| Panamá       | 1         | Boris Alfaro |
| Paraguay     | 4         | Carlos Alvarenga, Pedro Velázquez, José Baez, Carlos Ardían |
| Uruguay      | 9         | Martín Morales, Bosco Frontán, Federico Elduayen, Julio Ferrón, Ignacio González, Juan Daniel Salaberry, Nicolás Raimondi, Martín Morales, William Klingender |
| Europa       |           | |
| España       | 3         | Rubén de la Cuesta, Bruno Pascua, Nacho Rodríguez |

## Entrenadores
Desde 2023, el cargo de entrenador se encuentra desempeñado por Javier Vega.

### Técnicos campeones
| Entrenador       | Detalle                                      | Título(s) |
| ---------------- | -------------------------------------------- | --------- |
| Javier Vega      | Copa Simón Bolívar 2005 Torneo Clausura 2014 | 2         |
| Eduardo Villegas | Torneo Apertura 2008                         | 1         |

### Cronología
- Javier Vega (2005)
- Eduardo Villegas (2006)
- Alberto Illanes (2007)
- Eduardo Villegas (2008)
- Carlos Fabián Leeb (2009-10)
- Claudio Chacior (2010-11)
- Eduardo Villegas (2011-12)
- Sergio Apaza (2012)
- David de la Torre (2012)
- Javier Vega (2012-14)
- Julio César Baldivieso (2014-15)
- Javier Vega (2015-17)
- Daniel Córdoba (2017)
- Edgardo Malvestiti (2017)
- Óscar Sanz (2017-18)
- Carlos Fabián Leeb (2018)
- Adrián Romero (2018)
- Richard Cueto (2019)
- Adrián Romero (2022)
- Jõao Paulo Barros (2021)
- Jhonny Serrudo (2021-22)
- Adrián Romero (2022)
- Sebastián Núñez (2022)
- Javier Vega (2023-)

## Secciones deportivas

### baloncesto
La sección masculina de baloncesto juega desde 2022 en la Liga Boliviana de Básquetbol.

### Futsal
La sección de fútbol sala tiene sus orígenes en 2006.

### Voleibol
En la rama femenina, Universitario alcanzó el título a nivel nacional en tres oportunidades (2011, 2013 y 2014).

## Hinchada

### Popularidad
Desde su ascenso en 2006, Universitario se convirtió rápidamente en el equipo más popular de Sucre, posteriormente luego de salir campeón del torneo clausura en el 2008 la U pasó a ser el equipo favorito de Chuquisaca. Actualmente la U, es el equipo más popular del sur del país, su hinchada es muy fiel a su club, sin importar la categoría, el resultado, el rival o el clima, siempre está presente y es el único equipo que ha llenado el estadio Patria en su totalidad solo con hinchas de Universitario.

### Barras organizadas

Barra Brava de Universitario, la Lokura Kapitalina 22, La Banda de Buggy en la curva norte del Estadio Olímpico Patria.

Lokura Kapitalina 22 es el nombre de la barra brava principal del club, se ubica en la curva Sur del Estadio Olímpico Patria, fue fundada el 22 de abril de 2004 a iniciativa del licenciado Edgar Solano considerado como el hincha número 1 del Club, se da la idea de fundar una barra organizada que apoye en los buenos y malos momentos al Club.
Inicialmente la hinchada se situaba en la recta de preferencia para luego recorrer todas las tribunas del patria para incentivar a la gente al amor al Club. El número 22 es el número del loco, característico denominativo de los sucrenses.
La Banda de Buggy es la otra barra del club se sitúa en la recta de general, fue fundada el 9 de agosto de 2015. El nombre es atribuido al hincha Kevin Rojas (†) que era apodado Buggy, un gran hincha que contagiaba el amor y pasión hacia el Club Universitario.
En la actualidad, la Banda de Buggy está conformada por grupos de personas de diferentes edades, barrios y municipios de Chuquisaca. El lema de está barra es «Mas que una hinchada una familia».

## Rivalidades

### Clásico del Sur
El máximo rival de Universitario de Sucre es Real Potosí, con quien disputa el denominado «Clásico del Sur». El primer encuentro entre ambos equipos se disputó el 12 de abril de 2006 con resultado de empate 1:1.

### Clásico Capitalino
Es el partido de fútbol en el que se enfrentan los dos equipos más grandes y populares de la ciudad de Sucre, Universitario y el Club Independiente Petrolero. 
Estos dos equipos han estado muchos años sin enfrentarse por su posición en diferentes categorías del fútbol nacional, sin embargo, cuando se enfrentan es uno de los clásicos más calientes de Bolivia, un ambiente de tensión, fiesta, y apasionante clima futbolero se vive dentro y fuera del césped, paralizando la ciudad de Sucre.